# Hugues Hiltpold
Pour l’article homonyme, voir Anne Hiltpold.
Hugues Hiltpold, né le 5 mai 1969 à Zurich (originaire de Carouge), est une personnalité politique suisse, membre du Parti libéral-radical (PLR). Il est député du canton de Genève au Conseil national de décembre 2007 à décembre 2019.

## Biographie
Hugues Hiltpold naît le 5 mai 1969 à Zurich. Il est originaire de Carouge, dans le canton de Genève. Il est le frère d'Anne Hiltpold, conseillère d'Etat genevoise depuis 2023.
Il grandit à Carouge et fait sa scolarité à Genève et passe notamment sa maturité au collège de Staël. Il étudie ensuite à l'université de Genève et obtient un diplôme d'architecture en 1996.

### Parcours politique
Hiltpold est député au Grand Conseil genevois de 2001 à 2007.
Il est élu lors des élections fédérales du 21 octobre 2007 au Conseil national comme représentant du canton de Genève. Il est réélu au poste de conseiller national en 2011 et 2015.